# Крестаста сервалинска генетка
Genetta cristata је врста сисара из реда звери (Carnivora) и породице цибетки (Viverridae).

## Распрострањење
Ареал врсте је ограничен на мањи број држава. Врста је присутна у Нигерији, а присуство у Камеруну, Републици Конго и Габону је непотврђено.

## Станиште
Станиште врсте су шуме. Врста је по висини распрострањена до 1.000 метара надморске висине.

## Угроженост
Ова врста се сматра рањивом у погледу угрожености врсте од изумирања.